# 夫物語

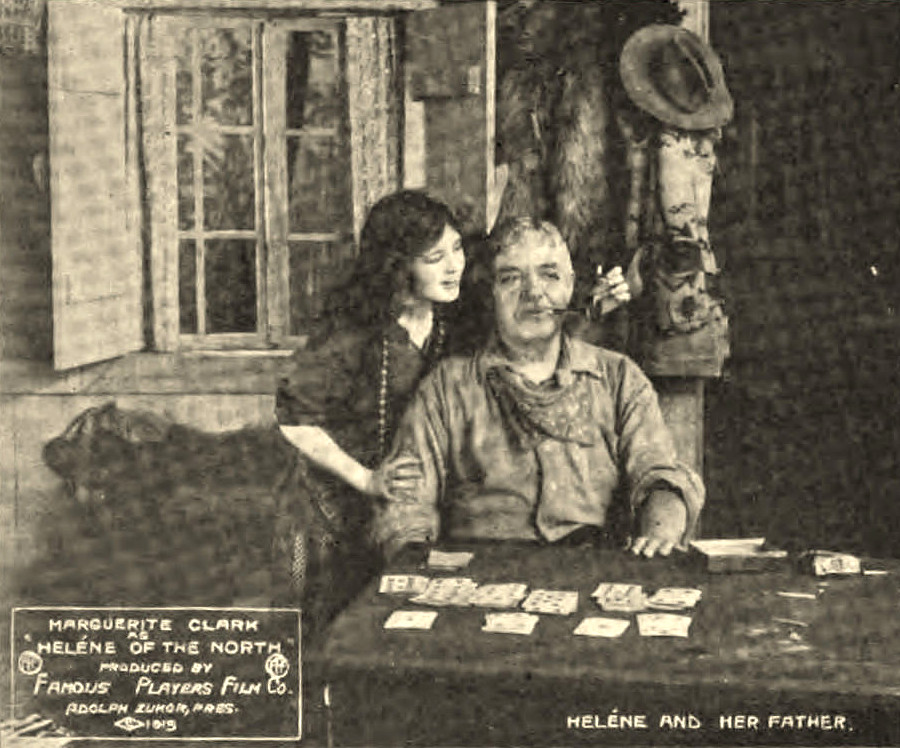
ロビー・カード。

『夫物語』（おっとものがたり、Heléne of the North）は、今日では失われた、1915年に制作されたサイレントの恋愛ドラマ映画で、J・サール・ドウリーが監督し、マーゲリット・クラーク、エリオット・デクスター、コンウェイ・タールが主演していた。アドルフ・ズーカーがプロデューサーであった。

## あらすじ
オーネイル家で開かれた物語りの会で、エレヌという既婚女性に順番が回り、彼女は自分の生涯を語る。幼い頃に父に連れられてカナダに渡った彼女は、父の遺言状で自分の出自を始めて知る。その後、悪者と結婚させられそうになったが、牧師の計らいで、ある兵士と結婚したのだが、二人はそのまま離別してしまったという。エレヌが語り終えた時、その夜の主賓であるトラヴァース卿が到着する。...

## キャスト
- マーゲリット・クラーク - Heléne Dearing
- コンウェイ・タール - Ralph Connell, a.k.a. Lord Traverse
- エリオット・デクスター - Pierre
- ロバート・ロジャース (Robert Rogers) - Captain Westforth
- キャスリン・アダムス（英語版） - Miss Cadwell
- フランク・ロシー（英語版） - John Dearing
- デイヴィッド・ウォール (David Wall) - Father Duvall
- アイダ・ダーリン（英語版） - Mrs. O'Neill
- シオドア・ギース (Theodore Guise) - Colonel O'Neill
- ジェームス・カーニー (James Kearney) - Philip Brookes
- ブリガム・ロイス (Brigham Royce) - Wild Buffalo
- エレノア・フラワーズ (Eleanor Flowers) - Whispering Grass